# 켄트 오즈번

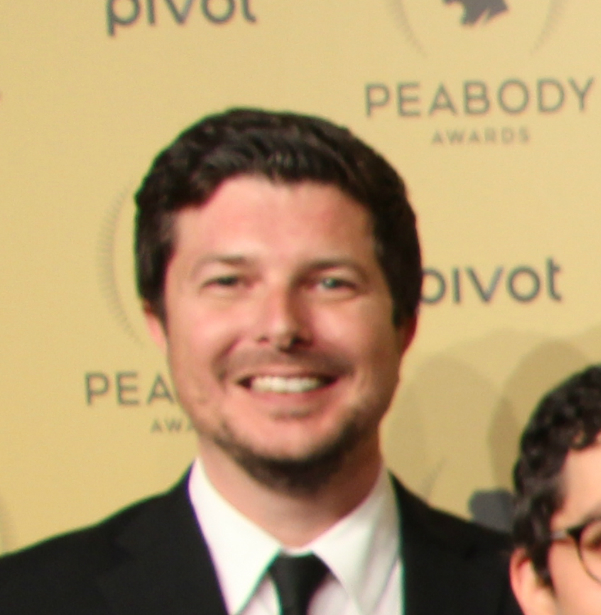

켄트 매슈 오즈번(영어: Kent Matthew Osborne, 1969년 8월 30일 ~ )은 미국의 영화 및 텔레비전 시나리오 작가, 배우이자 프로듀서이다. 대표 작품으로는 《스폰지밥 네모바지》, 《라즐로 캠프》, 《이상한 바다의 플랩잭》, 《어드벤처 타임》, 《레귤러 쇼》가 있다. 현재는 《어드벤처 타임》의 헤드 라이터(head writer)이다.

## 생애
뉴저지주 플레밍턴으로 이사오기 전 버몬트주에서 그의 형제 마크(Mark)와 함께 자랐다. 헌터든 센트럴 리저널 고등학교(Hunterdon Central Regional High School)를 졸업하고 미국 문학 예술 아카데미(AADA)와 데이비드 매밋의 아틀란틱 시어터 컴퍼니에서 연기를 공부했다.